# Гуцан Сергій Іванович
Гуцан Сергій Іванович (* 16 березня 1966 м. Невинномиськ, Ставропольський край)  — громадський діяч у місті Суми, фотохудожник, краєзнавець, мандрівник і колекціонер. 
Член Національної спілки фотохудожників України, член спілки краєзнавців України.  

## Життєпис

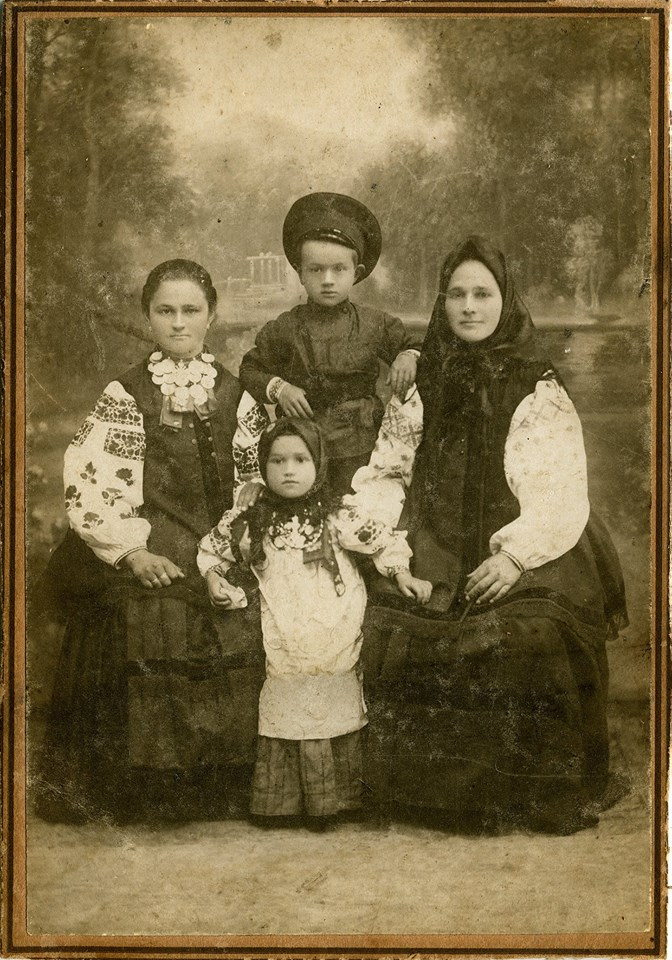
Родинне фото Сергія Гуцана, 1913. Посередині його дід - Терещенко Афанасій Михайлович. с.Комиші Охтирський. р-н Сумськ. обл

Народився в сім’ї українських заробітчан в Російській Федерації. Виріс в селі Мала Павлівка, Охтирського району, Сумської області. 
1985  — закінчив Сумський технікум цукрової промисловості.
2010  — член Національної спілки фотохудожників України та Національної спілки краєзнавців України. 
Автор багатьох фотовиставок на історико-краєзнавчу тематику та фотозвітів про екзотичні мандрівки:  

| Чимало на мій світогляд вплинув мій дід - Терещенко Афанасій Михайлович (Сергій Гуцан) |
- «Єрусалим в Погоні» - 2011 проходила в монастирі отців василіан в с. Погоня Тисменицького р-ну, Івано-Франківської обл.
- «Родина Рядна» (у співавторстві з В. Панасюком) в Сумській муніципальній галереї.
- «Зустріч з Візантією»  — 2014 в Сумській муніципальній галереї.
- «Шовковий шлях. Рік 1185»  — 2015 в Сумській муніципальній галереї.

| Мій життєвий принцип — бачити в людині — людину Сергій Гуцан |

### Музей
2014  — заснував і утримує власним коштом музей приватної колекції «Музей Моїх Захоплень», де експонуються предмети на історико-археологічну тематику. Музей примітний тим, що експонатів можна торкатися, вимірювати, фотографуватися з ними. В музеї колекція фотографій ХІХ  — початку ХХ століття (близько 2000 одиниць). 

### Релігійні переконання
Сповідує протестантизм. (ЄХБ).